# Vjekoslav Bevanda
Vjekoslav Bevanda (Вјекослав Беванда, nacido el 13 de mayo de 1956, en Mostar) es un político bosniocroata y fue el presidente del Consejo de Ministros de Bosnia y Herzegovina entre 2012 y 2015. Es miembro de la Unión Democrática Croata de Bosnia y Herzegovina.
Asistió a la escuela primaria y secundaria en Mostar, y se graduó de la Facultad de Economía de la Universidad de Mostar en 1979.
Entre 1979 y 1989 trabajó en avión industria "SOKO" en Mostar. De 1990 a 1993 trabajó en el Banco "APRO", también en Mostar. De 2000 a 2001 trabajó en el "Euro Center" en Split, y en los próximos 6 años como director del "Banco de Comercio" de Sarajevo.
Fue Ministro de Finanzas de la Federación de Bosnia y Herzegovina desde marzo de 2007 hasta marzo de 2011. Al mismo tiempo, fue Vicepresidente del Gobierno Federal de Bosnia y Herzegovina. 